# 勐卯土司
勐卯土司，正式名称猛卯安抚司，是中国云南省西部地区历史上的一个傣族土司政权，位于今德宏傣族景颇族自治州瑞丽市境内。“猛卯”之名现多写作“勐卯”。
勐卯土司的始祖思化因明缅战争有功，被封为猛密宣抚司同知，后占据蛮莫地区，又称蛮莫宣抚同知。1605年，思化幼子思忠被缅甸势力击败，逃至干崖。1611年，云南巡抚周嘉谟将其安置在平麓城，并为其改名衎忠。1659年清平云南后，正式改设“猛卯安抚司”。
民国时期，中央政府在此设置了瑞丽设治局等流官机构，希冀通过“改土归流”取缔土司制度，勐卯土司则与其他傣族土司联合抵制改土归流，甚至秘密策划过自治活动，后以国民政府妥协保留土司制度而结束。勐卯衎氏土司延续到中华人民共和国成立后，最终因土地改革运动消失，历经344年，共传16代。

## 历史

### 源流
猛密宣抚司土舍思化在明缅战争中立功，万历十三年（1585年）受赠四品官服，后被任命为猛密宣抚司同知。万历十七年（1589年），思化占据猛密土司的蛮莫地区，自立一方，云南巡抚萧彦建议发兵剿灭思化，但被兵部否决，中央希望思化在蛮莫能够制衡叛逃缅甸的蛮莫安抚使思顺，保障三宣地区太平。明朝最终默许了思化在蛮莫自立的事实，但警告其不得擅自挑衅缅甸，以免战争爆发。思化死后，其子思正承袭职位，明朝官方称其为“蛮莫宣抚同知”。万历三十年（1602年），缅甸为报前仇，借口“开采使令我杀思正以通道路”，发兵十万攻打蛮莫，思正不敌，逃往腾越，缅兵也追入八关内，在距离腾越30里的黄连关列阵，令明朝官员感到恐惧。金腾兵备副使漆文昌、永腾参将孔宪卿担心州城不保，不得已将思正诱杀，首级交给缅甸以平众愤，缅甸将多罕（原陇川土舍，投靠缅甸）安置在蛮莫。万历三十三年（1605年），明军三路出击，夺回战略要地蛮莫，饶多罕不死，关押在永昌府。明朝立思正之弟思忠守蛮莫，与蛮棍长官思线共同管理，但思线获得缅甸的支持，夺取思忠权力，思忠逃至干崖蛮洒。云南巡抚周嘉谟为其改姓衎，名衎忠，又说为沐国公（沐昌祚）所改。傣族中衎姓与罕姓（木邦、孟定、耿马等土司为此姓）是同一个姓，只是汉字写法不同。
平麓城是前任巡抚陈用宾在修建云南八关后于猛卯所筑的城池，意在让军士依城屯垦，解决驻军边疆、粮饷运费高昂的问题。但因猛卯瘴疠太甚，大量军士病亡，屯垦得不偿失。于是周嘉谟建议，将衎忠安插在平麓城外屯田，既能让衎忠有个安身之所，又能保证平麓城屯田不荒废，还能依靠衎忠的兵力守城，震慑多太、多安邦（原陇川土司人物，已投靠缅甸），等到衎忠实力足够强大，再夺回蛮莫。万历三十九年（1611年）四月壬申，兵部尚书李化龙将周嘉谟的提议在朝会中讨论，获得通过，衎忠被安插在平麓城外今姐告一带。
南明隆武二年（1646年），缅甸入寇猛卯，杀死衎忠，舍目衎珑承袭土司职位。衎珑在位时，将土司驻地迁往姐勒。衎珑死后传位给衎瑾，衎瑾传给衎珍，衎珍传给衎瑄，清平云南，衎瑄向清朝投诚。顺治十六年（1659年），正式设立“猛卯安抚司”，隶属腾越厅。《大清会典事例》载猛卯安抚使司后改为宣抚使司副使，但未见他处记载，后来的云南地方志及《清实录》均载为“猛卯安抚司”。

#### 异说
云南地方志中，流传多种说法：
1. 思化投靠明朝时，明朝授其“蛮莫宣抚”官职，思正、衎忠承袭职位，万历三十二年（1604年）将衎忠安插于猛卯，清平云南后改为安抚司。此说见于《康熙云南通志》[26]、《康熙永昌府志》[27]。
2. 思化投靠明朝时，明朝授其“蛮莫宣抚司”官职，思正承袭宣抚司职位，思正被杀后，明朝在蛮莫立衎忠时改设安抚司，后将衎忠安插于猛卯，清平云南后更名“猛卯安抚司”。此说见于《乾隆云南通志》[29]、《乾隆永昌府志》[30]、《道光云南通志稿》[31]、《光绪永昌府志》[32]、《光绪云南通志》[33]。
3. 思化投靠明朝时，明朝授其“蛮莫宣抚司”官职，思正、衎忠承袭职位，衎忠被缅甸击败后，周嘉谟将其安置在猛卯，并以擒杀叛投缅甸的陇川土司多安民有功为由，授衎忠安抚司世职。此说见于《乾隆腾越州志》[16]、《嘉庆滇系》[34]、《光绪腾越厅志》[35]、《新纂云南通志》[36]。
4. 思化被授予“蛮暮宣抚司”官职，二世思正。思正被杀时，思忠年仅7岁，被沐国公（沐昌祚）收养，沐国公为其改名“衎忠”，七年后仍旧袭职，因蛮莫被缅甸占据，于是安插在猛卯。康熙二十年（1681年）衎瑄投诚，授予安抚司世职。此说见于《光绪续云南通志稿》[17]。

### 清朝时期
康熙三十八年（1699年）衎瑄逝世，子衎珌袭职。雍正四年（1726年）衎珌逝世，子衎志袭职。衎志死后传给长子衎玥，衎玥在位时期缅甸经历朝代更替。1752年，雍笈牙包围东吁王朝首都阿瓦，缅王摩诃陀摩耶沙底波帝被俘，仅王子色亢瑞冻和极少数人成功出逃，雍笈牙建立贡榜王朝，随后派人捉拿色亢瑞冻。乾隆二十年（1755年）十月，色亢瑞冻携妻喇打那叠玉及亲属头目80余人、缅僧二人，渡江进入猛卯，云贵总督爱必达、云南巡抚郭一裕命令衎玥将缅王子驱逐出境，两月后衎玥将其遣返回木邦。清朝政府对缅甸内争采取中立态度，约束边疆土司，以防卷入缅甸内乱。
由于贡榜王朝数次扰边，乾隆三十年（1765年）清高宗令云贵总督刘藻坚决反击，清缅战争爆发。三十一年（1766年）十二月，第二次战事即将结束时，缅军头目莽聂渺遮在陇川与清军参将哈国兴讲和，约定撤兵。云南提督李时升命令永北镇总兵朱仑侦查缅军情况，缅军此时将辎重从铁壁关运送至新街（八莫），朱仑不知道已经讲和，率精骑追击，缅甸以为清朝毁约，于是在除夕日越过邦中山攻打猛卯城。三十二年（1767年）正月丁卯，缅甸攻下猛卯城，戊辰，李时升派副将哈国兴领兵2,500赶赴猛卯。清军抵达时，缅军已到底麻扎筏准备渡江，城中无人，哈国兴遂进驻猛卯城。缅军得知清军抵达，又返回攻城。缅军在猛卯城下驻扎，将清军围困七日，期间哈国兴派兵走小路到陇川向李时升求援。李时升派陈廷蛟领兵2,000从邦中山赶赴猛卯，又派素克全泰领兵800从虎踞关走小路进发，乌尔登额领兵2,000从宛顶绕到缅军后方。丙子，援军赶到，与缅军交战；丁丑，城内清军出城与援军共同反击缅军，缅军退回木邦。清缅战争直到1769年才结束，五年战乱导致边民被迫流亡，田园荒芜，战争过后田地无力耕作，清朝政府借给猛卯土司牛具、籽种、银两恢复生产。
衎玥死后传给长子衎礿，衎礿在1787年将土司署迁至猛卯城（平麓城）内。衎礿死后无嗣，土司传位给胞弟衎衿。嘉庆十九年（1814年），衎衿之子衎连袭位，衎连传位给衎如凤，如凤死后，因云南回变，长子衎定邦在咸丰年间以军功授四品衔，光绪四年（1878年）正式承袭。光绪二十年（1894年），衎定邦死，子衎国藩袭。

### 中华民国时期

#### 争夺土司

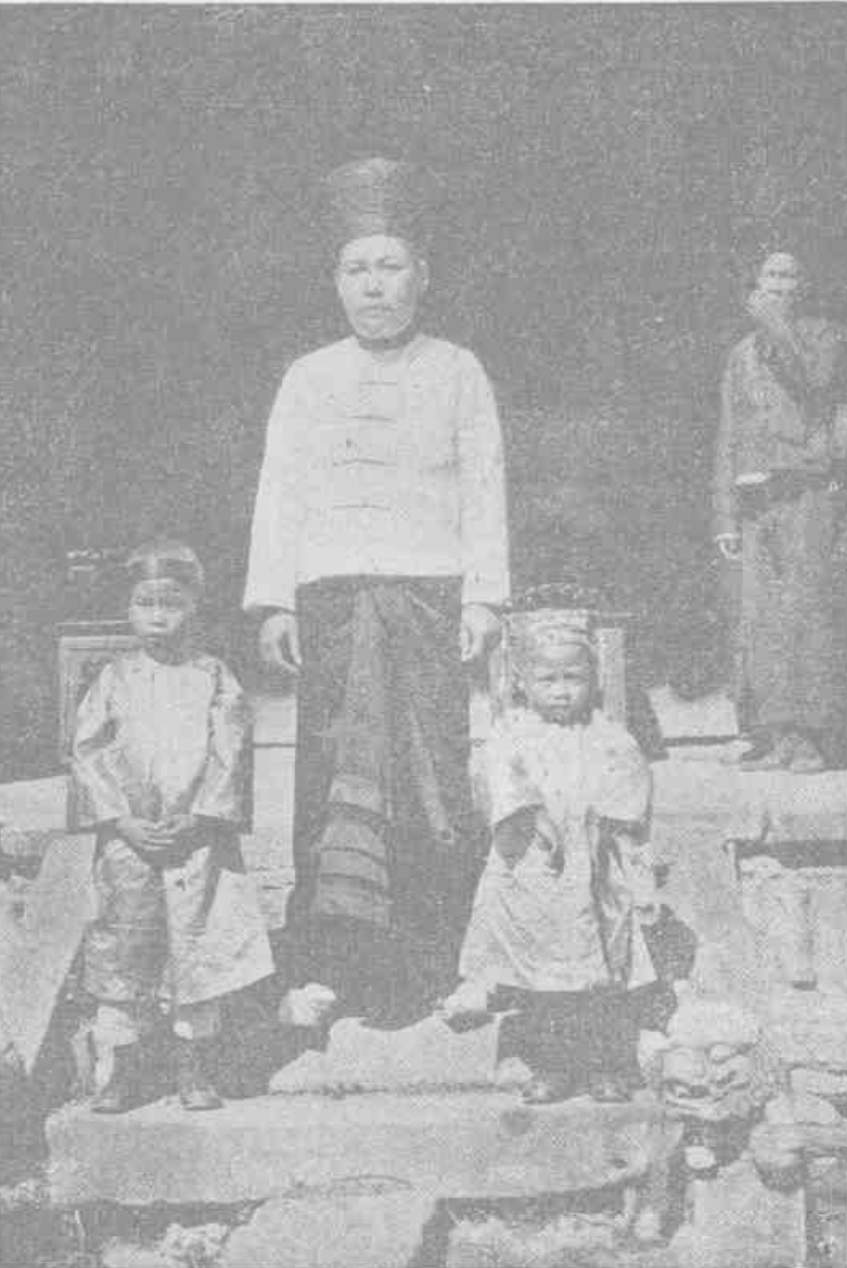
1930年衎景泰（右）及其祖母、异母兄

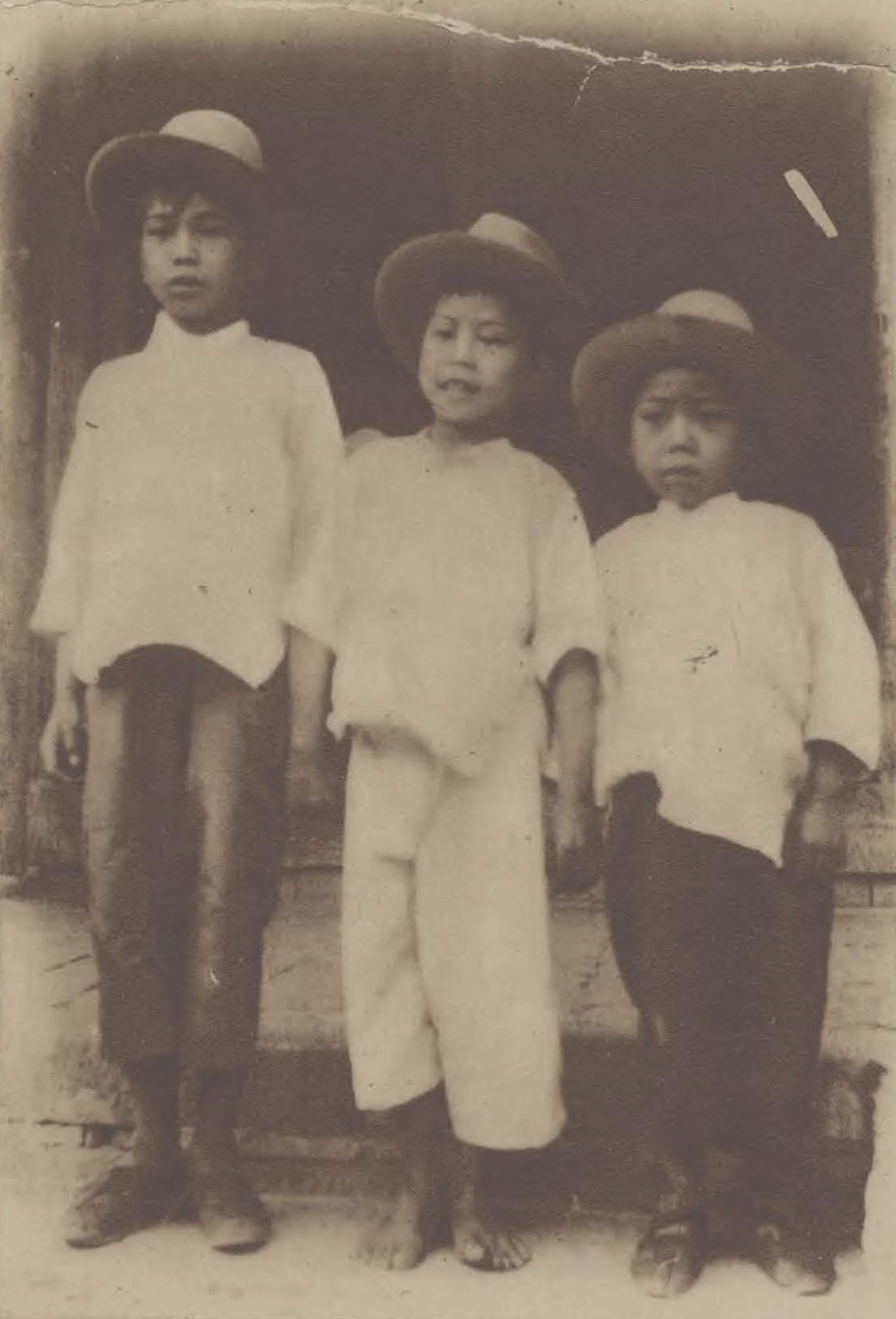
1936年衎景泰（中）及其兄弟

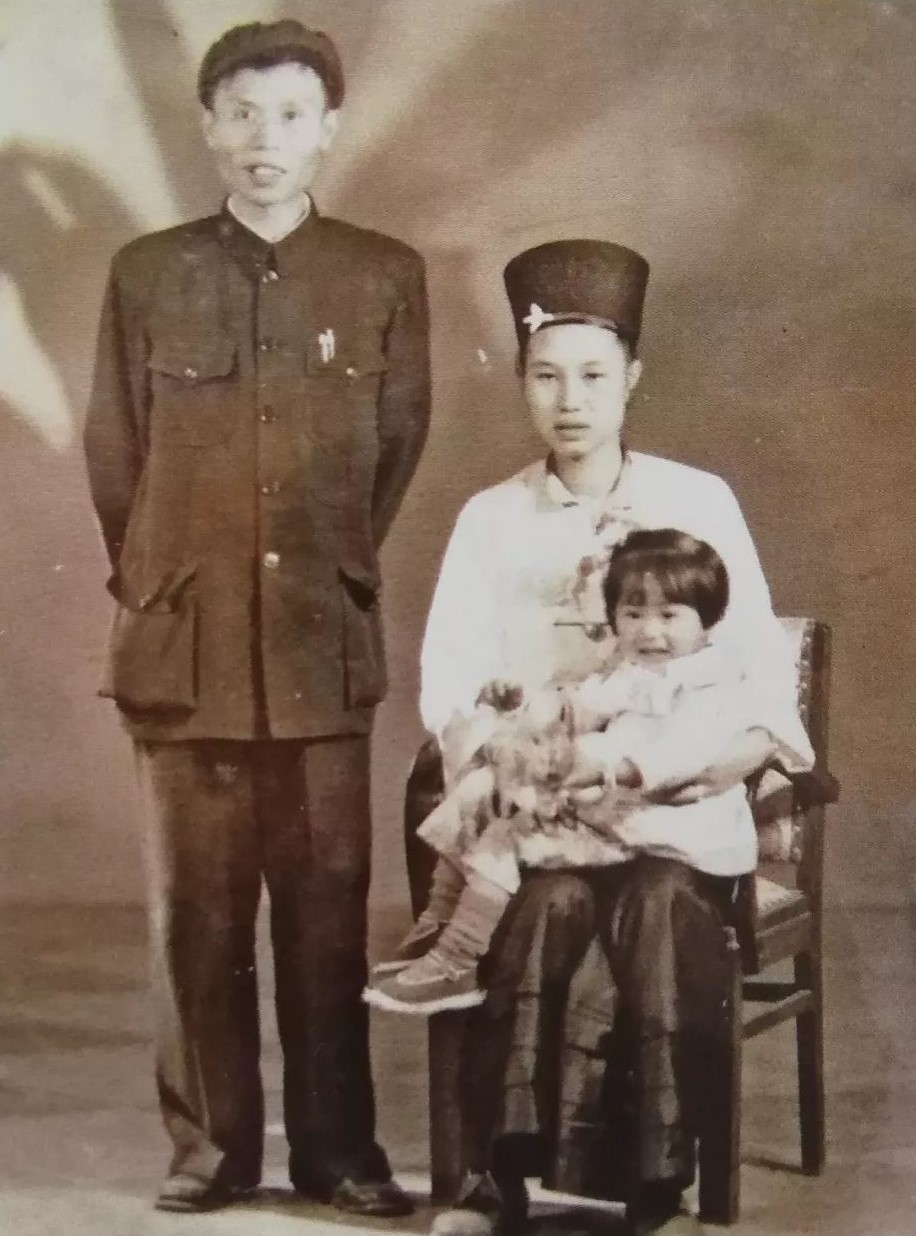
衎景泰、衎玉兰夫妇与女儿

民国17年（1928年），衎国藩病故，长子衎盈丰继位，民国18年（1929年）云南省政府正式行文颁发委任状，然而委令未至，衎盈丰也病故。年仅四岁的嫡长子衎景泰继位，由其母摄政。衎国藩堂弟、属官衎国镇自称衎瑄后人，借口衎盈丰是衎国藩与庶民的私生子、非土司正统血脉，意图篡位，率兵攻打猛卯城。衎景泰之母散尽司署财力，与衎国镇打了一仗，衎国镇固守距城四里的姐勒金塔。猛卯军无法攻入寺庙，衎母向干崖土司刀京版（衎景泰之舅）告急，请他来猛卯出任代办。衎国镇造反六周后，刀京版率干崖土司兵击败衎国镇，坐镇猛卯。衎国镇与少数精锐成功突围，抢夺大量财物并逃入缅甸。此后，刀京版与衎国镇先后七次在芒满、姐勒、勐秀等地交战，连年战事使得百姓苦不堪言。民国29年（1940年），芒市土司家族的方克胜（衎景泰之叔）不甘屈为芒市护理，向腾龙殖边督办龙绳武疏通关系，云南省政府遂任命其接替刀京版，担任猛卯土司代办。抗日战争结束后，衎景泰于1945年、1946年多次向云南省政府呈请正式承袭土司职位，但一直未得到允许，衎景泰只是事实上的土司，并未得到上级政府的任命。

#### 土流并治
辛亥革命后，李根源协商改土设县之事，遭到各土司反对，只得采取土流并治的过渡形式，在土司地区设立流官政权。民国元年（1912年），云南省政府设立遮猛弹压委员（也称遮卯弹压委员），驻芒市大新寨，管理猛卯土司和遮放土司。民国4年（1915年），遮放土司划出，将猛卯土司和陇川土司划为一区，称猛陇行政委员，隶属腾越道。民国5年（1916年），陇川土司划出，腊撒土司划入，改称猛撒行政委员（也称猛腊行政委员、猛卯行政委员），隶属腾越道，行政委员冬春驻猛卯，夏秋驻腊撒。民国21年（1932年）改设瑞丽设治局，驻弄岛，隶属第一殖边督办公署。虽然设立流官政权，但权力一直由土司把持，流官无事可办，形同虚设。抗日战争结束后，第六区行政督察专员李国清力图加快改流进程，因衎景泰在各土司中最为年轻，遂首先拿猛卯土司开刀，设治局与土司斗争愈加激烈。民国37年（1948年）1月，在衎景泰支持下，户育、勐秀、班岭等地景颇族攻打瑞丽设治局，焚毁设治局公署，是为“瑞丽事件”。

#### 抗日战争
民国28年（1939年）底，中央杭州飞机制造厂迁入云南，在猛卯土司西南的雷允寨建起雷允飞机制造厂，又在雷乌山修建南山机场。民国31年（1942年）5月初，日军攻入前夕，方克胜率司署人员退至勐秀山区。日军为利用衎景泰，要求他返回猛卯，否则将另立土司，衎景泰被迫回到猛卯城，以小土司身份替日军维持地方秩序。民国33年（1944年）6月，衎景泰收到刀京版（时任滇西抗日游击队第一路司令）来信，劝他悬崖勒马，随后衎景泰携亲属及土司卫队逃至南管寨，组成一支游击队，并打过两次小战。民国34年（1945年）1月4日，国民革命军第五十三军光复猛卯。

#### 自治计划
民国33年（1944年）9月底，时值滇西抗战末期大军压境，各土司忌惮政府趁机废除土司制度，于是在英国人主持下秘密召开会议，商讨如何借助英国的力量维护土司制度，史称“高理会议”。1945年8月27日，诸土司召开“小陇川会议”，继续筹商高理会议的议题，意图建立“特别自治区”，谋求自治。1946年国民党六届二中全会第十九次会议通过了《边疆问题决议案》，派官员巡视和安抚土司；另一方面，1946年后缅甸独立运动高涨，英国无暇顾及滇西土司，最终滇西土司的“自治”计划胎死腹中。民国37年（1948年）2月8日，刀京版邀集滇西土司召开会议，成立川康滇夷族独立设计委员会，组织土司大同盟反抗政府废除土司制度，衎景泰担任代表团团员。国民政府用政治手段解决土司问题，明确宣布保留土司制度，刀京版随即宣布拥护中华民国。另一方面，国民政府通过委任某些职务拉拢土司，衎景泰就曾当选第一届中华民国国民大会代表，但因年幼未得批准。

### 中华人民共和国时期

#### 政权更替
1950年3月底，中国人民解放军进驻德宏前夕，国军少将李兆辉鼓动潞江土司线光天、芒市土司代办方克胜，率土司武装抵达勐卯，策划抵抗解放军，并任命衎景泰为龙潞瑞江防第一支队队长、上校军衔。未及真正抵抗，方克胜与线光天就相继出走缅甸，4月29日解放军抵达畹町，衎景泰携亲属及护卫撤至勐秀山区南管寨，后又撤至等嘎（今属弄岛镇）。滇桂黔边纵队第七支队领导人黄平、王以中、第四十一师师长查玉升等致信衎景泰，欢迎其归来合作共事，并承诺衎景泰仍为土司。5月8日，中国人民解放军第十四军第一二一团第一营在程效昌率领下进驻勐卯，随后程效昌前往衎景泰避难所面见衎景泰，保证其仍是土司，勐卯之事仍由衎做主。衎家权衡再三后，选择回到勐卯。
1950年11月6日，召开第一次各族各界代表大会，协商成立“瑞丽各民族行政委员会”，衎景泰担任主任委员，委员会委员多由原土司属官担任。1951年6月，保山专区召开各族各界代表会议，向土司提出暂不改变土司制度、不侵犯土司财产、不干涉土司内政的三项保证；同时提出允许军队进驻边疆、土司需保护部队和政府工作人员安全、不妨碍宣传共产党的政策三条要求。1951年12月23日，瑞丽第四次各族各界代表大会召开，选举产生“瑞丽县各族人民政府”，衎景泰担任政府主席。1952年11月21日，中央人民政府政务院批准，正式撤销原国民政府瑞丽设治局，设立瑞丽县。

#### 土地改革
经过中国共产党的宣传教育，勐卯农民普遍有了较高觉悟，开始拒交官租，共产党也向衎景泰做思想工作。衎景泰表示可以减免官租，但不能废除，当看到土司制度崩溃已成无可挽回的局面时，被迫于1954年6月宣布废除官租，撤销司署自卫队，遣散司署人员。1955年3月开始，瑞丽进行“和平协商土地改革”，至11月结束，名义上由土司所有的土地被移交给农民，封建领主土司制度正式废除。土地改革后，衎景泰前往芒市，担任德宏傣族景颇族自治州副州长，后又至昆明，兼任云南省民族事务委员会委员。
“文化大革命”时期，衎景泰被带上“封建土司”、“国民党特务”的帽子遭到批斗，送往安宁百花山农场劳改，后下放昌宁县达丙公社生产劳动。粉碎四人帮后，衎景泰回到芒市并获得平反，担任第五、六届全国政协委员、德宏州人大常委会副主任等职，1985年因哮喘病故。

## 疆域
清乾隆时期，勐卯土司的疆域从勐卯城算起：东60里至遮放南弄，南10里至江边抵木邦界，西80里至孟密界暮习天马关，北40里至陇川界邦中山顶。勐卯土司的南界最初抵达汉龙关，江南岸南坎、遮南均是猛卯土司屯地，乾隆初年，木邦占据了汉龙关地区，猛卯南界收缩至城南10里江边，由于瑞丽江经常改道，19世纪末时已有二十余个缅甸村寨位于江北。猛卯土司西界最初抵达天马关，1897年中英签订《续议缅甸条约附款》，将猛卯三角地永久租借给英属缅甸，英方每年向中方支付1,000卢比的租金，补偿勐卯土司失去的土地。

## 人口
1923年《猛卯地志》数据，勐卯土司辖区共有10,018人，其中男性5,030人，女性4,988人，有摆夷（傣族）6,012人、山头（景颇族）3,005人、崩龙（德昂族）1,001人。1949年，勐卯土司境内共有5,672户、26,797人，其中傣族17,051人，其余主要是景颇族，杂有少量汉族、德昂族、傈僳族、阿昌族和回族。
20世纪50年代初期进行社会调查时，将勐卯傣族分为汉傣和水傣，水傣分布在勐卯城至弄岛一带，汉傣分布在勐卯城至混板一带，城内傣族及土司家族均是汉傣。汉傣与水傣的划分方式现已弃用，取而代之的是傣勒、傣卯与傣德，傣勒对应原汉傣，是汉化程度较高的傣族，傣卯和傣德对应原水傣，傣卯是勐卯世居傣族，傣德是缅甸迁入的傣族。

## 政治

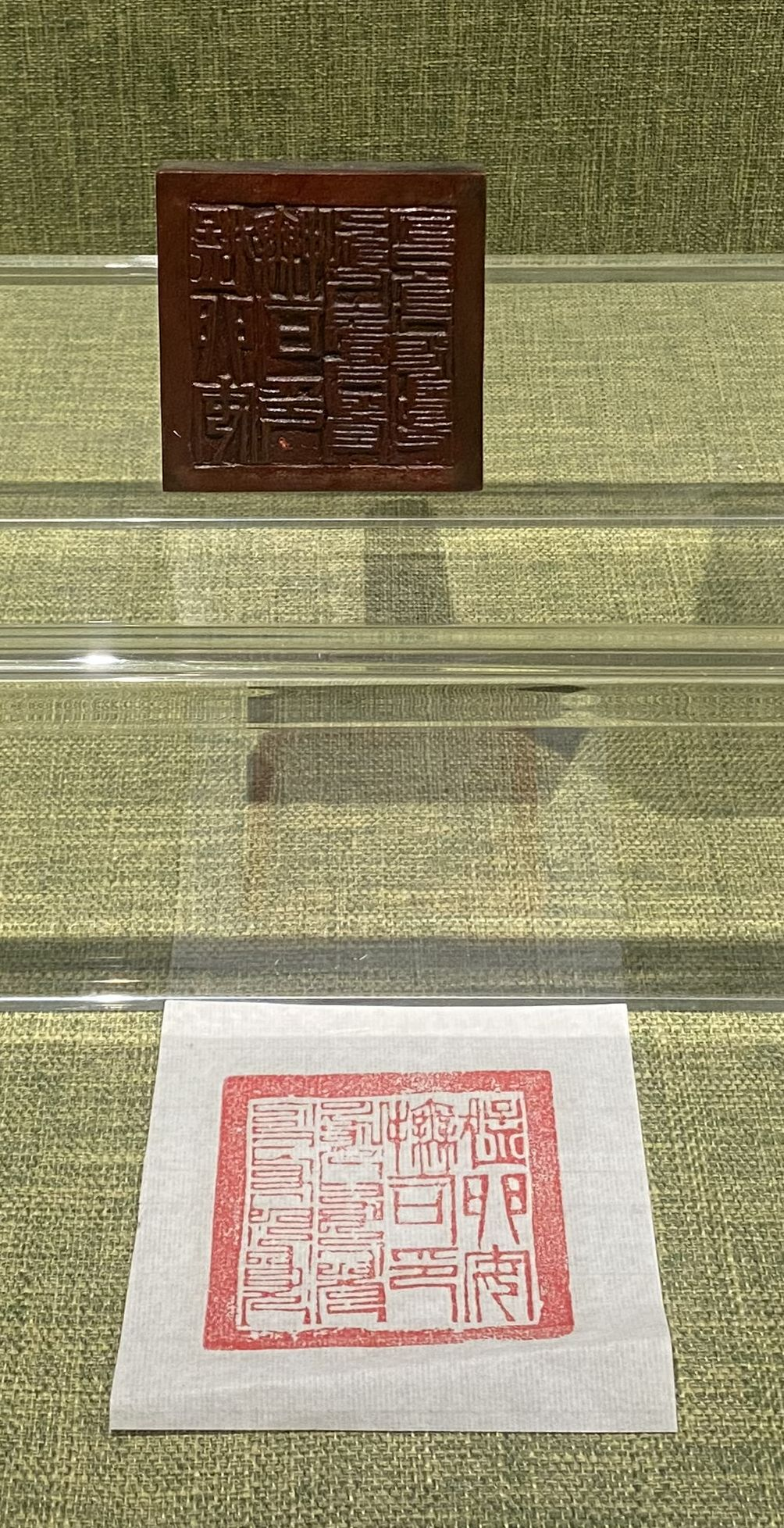
德宏州博物馆藏猛卯安抚司印复制品

### 贵族阶层
勐卯土司的统治集团由正印土司、代办、护印、护理、属官组成。正印土司官衔为“安抚使”，傣语称“召法”，意为“上天之主”，品秩从五品，是土司辖境内政治、经济、军事、文化的最高统治者。勐卯土司为世袭制，实行长子继承制，长子夭折，次子继承；若土司无子，不可过继他人之子承袭，死后可由其胞弟袭职。当土司出缺或年幼不能理事时，由支系亲族中推举一人代为摄政，享有与土司同等的权力和待遇。土司同胞兄弟中最年长者出任护印，一般由二弟担任，负责协助土司处理司务，并分管军事。护理由土司的三弟担任，负责协助土司办理日常政务、处理内务。土司的正妻也有实权，专管土司印章，直接或协助土司处理内外政务，称为“印太”，傣语“召准”，即掌印之主。
土司或代办的嫡系亲属、有办事能力及深受信任者，均可选任为属官。40岁以上最具资望的封为“召勐”，40岁以下资望一般的封为“召准”，年轻且资望尚浅的封为“召印”，勐、准、印是滇西傣族土司的爵位系统。土司制度废除前夕，勐卯共有12位勐级贵族，属官共有70人。属官的职责包括：
1. 担任土司或代办的临时“参议员”；
2. 轮流到土司署值班，负责处理日常事务、审理调节案件；
3. 受土司或代办指派到各村寨执行任务；
4. 陪同土司会见外来宾客；
5. 属官中土司的亲信可兼任农村的“波朗”（管爷），管理村寨，监督劳役；
6. 也有部分属官只保留头衔和待遇，不承担具体职务[111]。

### 行政机构
土司衙门为勐卯司的最高行政机关，衙门设大堂、二堂、三堂、四堂，百姓及景颇族山官只能进入大堂、二堂，三堂为属官值班场所，四堂为土司专用。土司衙门的官职有总理、秘书、总管、司爷、朗勐等。总理由“勐”级属官中最受信任者担任，秘书由文化知识较高的汉族担任，二者平级，是土司办理政务的左右手，并有权任命“准”级以下的官员。总管负责管理土司衙门以及土司家属的财政收支情况，一般由最有威信的“准”级属官担任。司爷是总理、秘书的助手，由傣族、汉族各一人担任，负责拟写傣、汉文布告，填发委任状，将司署的收文账目记载入册。朗勐是大祭师，负责每年祭祀勐神的司仪和祷告。
除官员之外，司署衙门还有捧勐（外姓或平民小官）、滚贺（管理城门）、望宰（仆人）、万索（通信员）、教读（教导土司子女汉语汉文）、文案（负责对外文件，一般由内地汉族担任）、二爷（听差）、茶房、杂差、厨役等办事职员。

### 行政区划
勐卯土司平原地区的行政区划实行“㽘头制”，土司衙门在农村地区设置基层行政单位“㽘”，数寨为一㽘，每㽘设一个“㽘头”和“金勐”（副㽘头），㽘头总揽全㽘各村寨行政经济大权，负责征收钱粮赋税、解决民事纠纷、管理辖区土地变动、调派劳役、传达土司命令等，金勐负责协助㽘头。各寨的村长称“布幸”，由㽘头指派或百姓推举，负责执行㽘头的命令。

1935年勐卯土司行政区划示意图

| 㽘名   | 寨名                                                                         | 寨数 |
| ------ | ---------------------------------------------------------------------------- | ---- |
| 勐卯城 | 东门、南门、西门、北门（勐卯城由土司直辖，设滚贺管理）                       | 4    |
| 法破㽘 | 法破、芒满、混板、华俄、弄别、顺养                                           | 6    |
| 屯洪㽘 | 弄坎、芒撒、姐告、屯洪、弄恩、景坎、弄岸、广拉、滇弄                         | 9    |
| 贺弄㽘 | 贺弄、贺允、芒令、勐戛、允景                                                 | 5    |
| 姐勒㽘 | 贺双、允门、贺闷、棒蚌、姐勒、景罕、南闷、允满、芒良、允当、允岗             | 11   |
| 雷允㽘 | 雷允、广喊                                                                   | 2    |
| 芒艾㽘 | 芒艾、弄岛、等相、弄额、弄贺、棒弄、南劳、弄木雷                             | 8    |
| 暖波㽘 | 暖波、弄勐、顿洪罕、允哈、弄换、顺哈、那线、弄别、雷武、华忍                 | 10   |
| 姐东㽘 | 等贺、丙午、非海、姐东雷、广撒体、雷宋、广汉、广允、达马、姐东               | 10   |
| 弄湖㽘 | 弄湖、跌撒、喊等、姐冒、等秀、等喊、景坎、弄养、弄马、榕棒、丙冒、弄混、芒滚 | 13   |
| 姐相㽘 | 姐相、云金、等罕、弄沙、贺双、弄红、姐相弄、贺戛、贺腮                       | 9    |

1935年勐卯土司行政區劃示意圖

勐卯土司所辖山区主要为景颇族地区，共88寨，有景颇族山官28人、波勐（山官下属的头人）44人、汉族头人2人、德昂族布幸4人，土司设一专职波朗（管爷）协助管理山区，该波朗由土司自卫队大队长兼任。景颇族山官名义上归属勐卯土司，勐卯土司也在形式上给景颇族山官封官，等嘎、弄贤、班岭、户育等大山官可封给“召温”头衔（相当于㽘头），山官每年向土司送一些土产，但土司不得插手山官事务，山官保持着一定的独立性。

## 经济

### 土地制度
勐卯土司实行封建领主土地所有制，土司有支配土地的绝对权力。勐卯境内的土地，以“领田”（官田，又称份地）最多，占全部耕地的70%，农民从土司手中领得田地，可以世袭，但仅有使用权，不能买卖、典当、出租。份地按照规定应该每几年重新分配一次，但勐卯土司份地在土司制度废除前已有上百年未重新分配。土司给㽘头、金勐、布幸等地方官员分配“薪俸田”，薪俸田不交官租，受俸者死亡或其他原因被取消俸禄后，土司再收回田地。每个村寨有一定数量的“公田”，其收入作为村寨活动及宗教事务的开支，公田由村寨的农民平摊劳力耕种。土司分给亲属、族官“私田”，私田可世袭，名义上属于土司，但能自由买卖、出租。在土司许可下新开垦的“开荒田”，可一至二年不交官租，到期后成为官田。
刀京版任代办时期，由于土司贵族内部分化以及汉族商人进入，勐卯城周围的土地允许买卖，农村地区土地仍为土司所有。

### 财税
1972年瑞丽县复查领主经济剥削量时作出统计，1949年勐卯土司产稻谷1,963万斤，官租总额225.89万斤，占粮食产量的11.5%。官租是土司经济的主要来源，农民可以上交农产实物，也可换成银两交租。早年的官租以村寨为单位计算，土司根据土地多少规定纳租的数量，再由寨子头人向全寨村民摊派。清末改为按播种面积交纳，每播种一箩水田（大约6亩），收获后交十箩稻谷（约350市斤），农民为逃避官租经常少报播种面积。官租的70%归司署，30%分给各㽘和村寨的地方官员。民国初期一度将实物地租改为货币地租，大㽘征收250至300卢比，小㽘征收200卢比，1933年又改回征收实物。土司分给属官㽘或村寨的管理权，属官又向辖区的农民另外征收“管爷租”，每户农民需每年上交一至二箩谷子。
除了官租、管爷租之外，土司还向农民收取三十余种杂派，有门户捐、上贡钱、做摆钱、土司家的伙食费、嫁娶费、生育费、丧葬费、读书费等。土司朝贡中央的钱由门户捐中抽出，每年上千两差发银；民国时期弹压委员、行政委员、设治局的费用也由门户捐中抽出，每年2,500卢比。百姓负担的杂派总额达到每年24万卢比，折合稻谷八万箩（约280万市斤）。
民众还需向土司服劳役，劳役分为轮流摊派的无偿劳役和固定劳役，固定役为每个寨子承担不同的劳役，如芒喊寨负责守墓、张壁寨负责奏乐、允当寨负责放烟花、贺南毛寨负责割马草。

### 金融
民国24年（1935年）国民政府推行法币，云南地方政府也发行有新滇币，但二者在勐卯土司地界均难以流通，勐卯居民多使用缅甸卢比和银元。民国28年（1939年）在雷允设立中国银行代办处，加强法币流通，成效不佳。中国人民解放军进驻勐卯后，因国营贸易公司只收取人民币，勐卯地区民众逐渐放弃使用卢比和银元。

### 社会阶层
1972年瑞丽复查1949年的边疆农村阶级成分，将2,741户（48.3%）划为贫农，1,281户（22.6%）划为下中农，747户（13.2%）划为中农，471户（8.3%）划为上中农，133户富农、75户地主和领主、2户高利贷者被认定为剥削阶层，占总户数的3.78%。勐卯土司的官租大部分由中农（包括上、中、下）承担，中农负担官租占总额的73.2%。各阶层贫富差距巨大，地主阶层年人均纯收入360箩，贫农阶层年人均纯收入仅有12.6箩。

## 土司衙门
勐卯土司署位于勐卯城内东偏北处，占地面积90,000平方米，分为大堂、二堂、三堂、四堂，土司也住在司署内。1930年，英国旅者美福特（Beatrix Metford）到访勐卯土司，获准参观内室，据美福特记载，司署闺中无陈设和装饰，也没有镜子、妆台、盥具，桌椅板凳样式简单，床是硬木板床，一间屋子甚至用报纸作墙纸，唯一的饰品是一个山水大理石屏。

## 武装

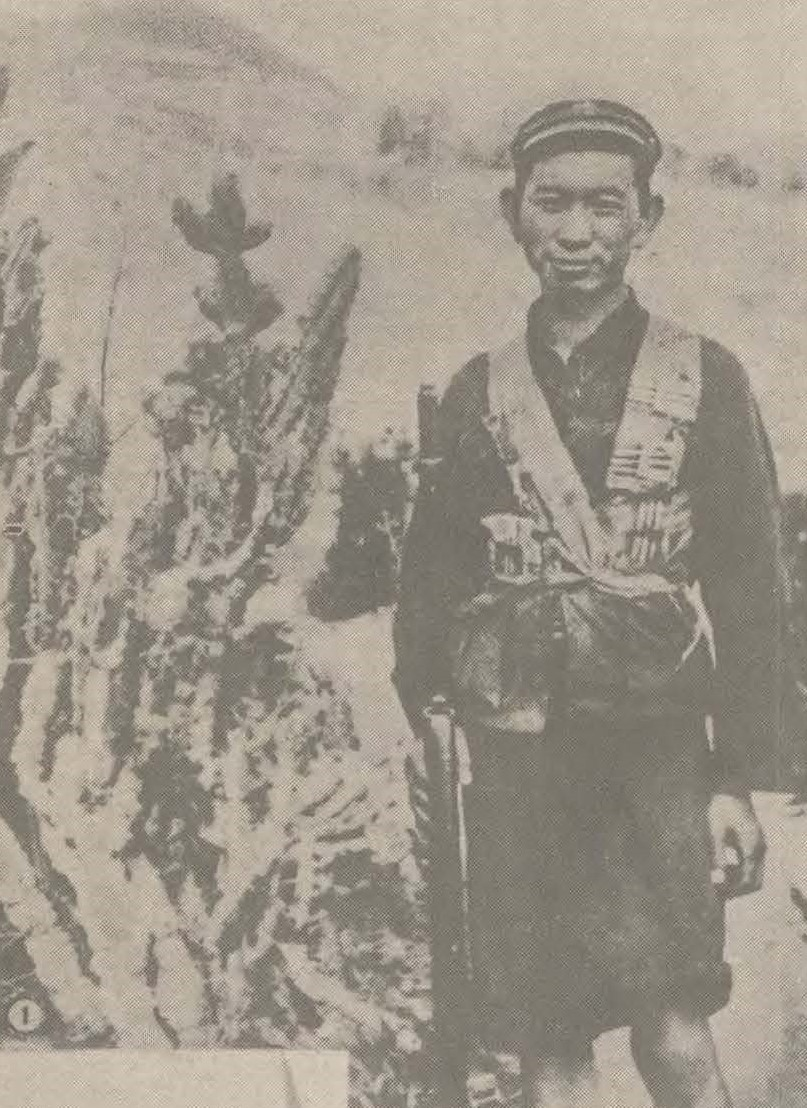
1935年勐卯土司署的卫兵

民国时期，勐卯土司设有常备武装自卫大队，下设三个中队，分驻勐卯城、姐勒、弄岛，中国人民解放军进驻前有兵力270人。抗日战争后，勐卯土司从国军处购入大量武器，共有小炮一门、各类枪支470多支，包括重机枪二挺、冲锋枪十支，步枪、卡宾枪、手枪若干。1954年衎景泰解除土司武装，遣散土司兵，武器上缴政府。

## 世系
勐卯土司自1611年始，至1955年废，历344年，共16世：
| 世代     | 汉名        | 傣名          | 在位时间   | 年限 | 备注 |
| -------- | ----------- | ------------- | ---------- | ---- | --- |
| 第一世   | 衎忠        |               | 1611－1646 | 35年 | 原名思忠 |
| 第二世   | 衎珑        | 罕伦法        | 1646－？   |      | 衎忠被杀，勐卯舍目（头领）衎珑袭位                                                                                     |
| 第三世   | 衎瑾        | 罕静法        | ？－？     |      | 衎珑之子 |
| 第四世   | 衎珍        | 罕镇法        | ？－？     |      | 衎瑾之子 |
| 第五世   | 衎瑄        | 罕宪法        | ？－1699   |      | 衎珍之子 |
| 第六世   | 衎珌        | 罕并法        | 1699－1726 | 27年 | 衎瑄之子 |
| 第七世   | 衎志        | 罕举法        | 1726－？   |      | 衎珌之子 |
| 第八世   | 衎玥        | 罕荫法        | ？－1787   |      | 衎志之子 |
| 第九世   | 衎礿        | 罕软法        | 1787－？   |      | 衎玥之子。衎礿，《新纂云南通志》误作“衎初”，因《新纂云南通志》是云南省第一轮新编地方志的参考资料，《瑞丽市志》沿用此误 |
| 第十世   | 衎衿        | 罕金法        | ？－1814   |      | 衎礿之弟 |
| 第十一世 | 衎连        | 罕亮法        | 1814－？   |      | 衎衿之子 |
| 第十二世 | 衎如凤      | 罕算法        | ？－？     |      | 衎连之子 |
| 第十三世 | 衎定邦      | 罕印法        | ？－1894   |      | 衎如凤之子 |
| 第十四世 | 衎国藩      | 罕盖法        | 1894－1928 | 34年 | 衎定邦之子 |
| 第十五世 | 衎盈丰      | 罕按法        | 1928－1929 | 1年  | 衎国藩之子。又作“衎盈峰”                                                                                               |
| 第十六世 | 衎景泰      | 罕叭法 思任法 | 1929－1955 | 26年 | 衎盈丰之子 |
|          | 刀京版 代办 |               | 1929－1940 | 11年 | 干崖土司家族成员，衎景泰之舅（衎景泰母亲之兄）                                                                         |
|          | 方克胜 代办 |               | 1940－1942 | 2年  | 芒市土司家族成员，衎景泰之叔（衎国藩小老婆之侄）                                                                       |

## 引用
1. ↑  续云南通志稿，卷九十八·秩官志·土司·腾越厅猛卯安抚司："乾隆三十年颁满汉篆文方印一颗文曰猛卯安抚司印"
2. ↑  明神宗实录 1966，一五八卷·万历十三年二月戊辰条，第2916页："录云南平莽酋功赉……猛密土舍思化四品服色"
3. ↑  明神宗实录 1966，三七八卷·万历三十年十一月辛酉条，第7109页："何及昔年思化众议处治抚臣陈用宾特主容留以悍缅寻以征缅功授上同知思化殁而思正内属"
4. ↑  明神宗实录 1966，二〇七卷·万历十七年正月戊午条，第3867-3868页："云南猛密宣抚司土同知思化占争蛮莫聚众暴横抚镇官萧彦等欲相机剿除乃称蛮莫乃罕送旧土欲扶立罕送仍归蛮莫以系夷心兵部议腾冲以三宣为护卫三宣与蛮莫为接壤三宣安内地得宁蛮莫靖外藩可固令思化乘思顺奔窜之隙凭陵蛮莫势将不支□□不兴问罪之师如三宣动摇后益难制尤不得不靖震邻之难惟兵加于播告之后则出为有名议定于询谋之同则衅可永杜至谓立罕送以系蛮莫因可制思顺而遏猛密此中俱难遥度合咨抚镇官严谕思化晓以顺逆若能悔过效顺即与休兵若果稔恶怙终即行挞伐其一应调度兵饷及扶立罕送事体悉听便宜行之报允"
5. ↑  明神宗实录 1966，二八六卷·万历二十三年六月庚戌条，第5300页："诏云南土官思化仍驻蛮莫令约束部落不淂轻挑缅衅以启兵端"
6. ↑  明神宗实录 1966，三七八卷·万历三十年十一月辛酉条，第7108页："云南巡按宋兴祖疏臣自入滇闻蛮莫宣抚同知思化之子思正素勇悍……"
7. 1 2  明神宗实录 1966，三七七卷·万历三十年十月庚子条，第7083页："兵部覆云南巡抚陈用宾疏称思正世居蛮莫为我属夷乃尔淩轹邻邦怨结雠深雍罕等奠纠缅报复败之奔突入关缅兵尾追委而弃之不可护而拒之不能孤城安危在此一举不得已戮思正以雪众愤驱缅兵以保弹丸"
8. ↑  明神宗实录 1966，三七四卷·万历三十年七月壬戌条，第7020页："云南巡抚陈用宾疏缅丑阿瓦结连木邦等夷拥众十馀万直犯蛮莫其执辞曰开采使令我杀思正以通道路"
9. ↑  明神宗实录 1966，三七八卷·万历三十年十一月辛酉条，第7108页："思正不敌驱象携家奔腾越以求我援阿瓦木邦大兵尾之历三宣越诸关直抵黄连关而阵距腾越三十里许境内大震"
10. ↑  明神宗实录 1966，三七八卷·万历三十年十一月辛酉条，第7108页："副使漆文昌参将孔宪卿虑州城不保绐思正杀之我兵取其首令阿瓦取一膊此一时济变万不得已之计"
11. 1 2  明神宗实录 1966，四一三卷·万历三十三年九月丙戌条，第7743页："陇川土舍多罕先系汉臣后投狡缅导引阿瓦逐杀思正据蛮莫而有之及我兵三路薄城乃率众而逃之卡坎请兵阿瓦意图再逞此真"
12. ↑  明神宗实录 1966，四一〇卷·万历三十三年六月庚戌条，第7651页："兵部言蛮莫迤西为三宣之襟喉腾越之肘腋向因阿瓦结连诸夷讐杀思正使逆党多罕占据蛮莫塞我襟喉今复追袭思轰意在鲸吞迤西荐食内地"
13. ↑  明神宗实录 1966，四一三卷·万历三十三年九月丙戌条，第7744页："至于多罕论罪在所不赦原情似属杀降恐解诸酋向化之心姑从抚镇远流之情其蛮怕等系思折子孙属夷世系今复拒缅戮逆可见终不忘汉应于蛮莫地方安插住种者也得旨多罕既畏威投顺姑饶死发永昌府拘留以彰朝廷不杀降之仁"
14. ↑  滇志 1991，卷三十·羁縻志·土司官氏·蛮莫宣抚司，第991页："适猛密头目思化与思威败缅于送速，缅逐之，入居其地。当事者嘉其为缅敌而内附，遂畀以蛮莫而树之。二十二年，缅大举来袭，化奔陇川。巡抚陈用宾檄诸酋合师击缅，缅宵遁。化死，子正嗣。二十九年，缅又潜师万余由间道攻正，正奔腾冲，缅兵过内地，挟取正首而去，伪立多罕，蛮莫遂为多罕有。议者谓正为我守户之犬，奔内地而不能逃死，有遗憾焉。三十二年，官兵讨多罕，执之，立思正弟衎忠。缅又伪立思线。衎忠不能支，奔干崖，当事者安插于猛卯。近复取思线女，又与盏达结为姻亲。议者惧其饱则飏去，宜预为之防云。"
15. ↑  周嘉谟《陇川善后疏》，转引自天下郡国利病书 2011，云南贵州交趾备录，第3696页："衎忠父思化，蛮莫土同知也，思线乃蛮棍长官，原议与衎忠共管蛮莫，乃恃缅而夺之，致衎忠寄食干崖……"
16. 1 2 3  乾隆腾越州志，卷十·土司·猛卯土司，第235页："于是猛密头目思化败缅于送速，缅逐之，入居蛮莫，朝廷以为蛮莫宣抚司。思化死，子思正嗣，入据陇川，已而回蛮莫，缅人潜师袭之，取思正首而去，乃立其弟思忠。后其地为思线所占据，忠乃退处干崖之蛮洒。会巡抚周嘉谟平多安民之乱，乃筹平麓城屯田事宜，请以忠安插猛卯开屯，改姓衎，名衎忠。复论擒多安民功，授安抚司世职。其后为缅所掳，被杀，以舍目衎珑承袭，时永明王尚在滇也。"
17. 1 2 3  续云南通志稿，卷九十八·秩官志·土司·腾越厅猛卯安抚司："一世思化猛密头目授蛮暮宣抚司二世思正与缅相抗为缅破杀时思正弟年七岁舍目负逃腾越沐国公取养七年改名衎忠仍袭前职以蛮暮为缅所踞安插于猛卯隆庆（按：当为隆武之误）二年衎忠后为缅禽杀以舍目衎珑袭珑死子瑾袭瑾死子珍袭珍死子宣袭康熙二十年投诚仍授安抚司世职"
18. 1 2  杨常锁（1997年），第19页
19. ↑  包见捷《缅甸始末》，转引自云南史料丛刊·第四卷 1998，第637页："二十四年二月，筑平麓城于猛卯，大兴屯田。先是，边事旁午，饷费不赀，即转输米石，运价至十金，而值不与焉，编氓鬻妻子，诸郡邑不支，故巡抚陈用宾锐意兴屯。"
20. 1 2  周嘉谟《陇川善后疏》，转引自天下郡国利病书 2011，云南贵州交趾备录，第3696页："猛卯已建城屯垦，一旦俾与衎忠，似前人创而我弗能守，然屯亦终难久存，何也？孤悬瘴毒，病亡枕藉，以四五千帑金，而博四五千饷米，岂是胜算？如择可立营基者，安插衎忠，荒田任彼开垦，干涉屯田，量输差发，平麓驿丞督屯收租。又如抚夷周同知议，照旧纳粮当差，另择留一人约束，彼地夷民，获守城垣，支收公米，则省兵汛防，而屯田尚未废，衎忠又不失所，亦一策也。"
21. ↑  周嘉谟《陇川善后疏》，转引自天下郡国利病书 2011，云南贵州交趾备录，第3701页："至于衎忠寓居蛮洒有年，盖为思线占据蛮莫之故，数年以来，度彼之兵力，既不足以支思线，而我兵仅守汛地，又无深入防护之理，则权宜安插于猛卯城外屯营之所，其说似亦可行。况闲田任其开垦，屯田照纳粮差，则于屯政为不废。且其兵力强盛，足以慑服多太、多安邦诸夷，更于城守有裨。俟其力足以当蛮莫一面，无防官兵保护，然后徐图恢复，庶几有济。况每岁省我数百金之饷，而镇远营兵，亦可渐撤，利害得失，不犁然可睹乎？"
22. ↑  明神宗实录 1966，四八二卷·万历三十九年四月壬申条，第9067-9069页："兵部尚书李化龙上滇南善后事宜……至于衎忠寓居蛮(西)[洒]有年盖为思线恃缅占据蛮莫之故彼力不足以支思线而我兵仅守汛地又无深入防护之理则权宜安插于猛卯城外屯营之所任其垦闲田纳屯种又以其兵慑多太多安邦诸夷于守城亦有裨俟其力足以当蛮莫然后徐图恢复况每岁省饷数百金而镇远营兵可渐撤矣……从之"
23. 1 2  管有成（1988a年），第20页
24. 1 2  乾隆腾越州志，卷十·土司·猛卯土司，第235页："珑故，瑾袭；瑾死，珍袭；珍故，子瑄袭。顺治末年，瑄以投诚功，仍授世职。传珌、志、玥、礿，凡四世，皆世及。礿故无子，令以弟衎衿袭焉。"
25. ↑  嘉庆重修一统志 2008，卷四九八·腾越直隶厅·第11册第723页："本陇川宣抚司地明万历十二年析置蛮莫宣抚司后为缅所据安插于此本朝平滇顺治十六年改蛮莫宣抚司为猛卯安抚司隶腾越厅土官衎氏世袭"
26. 1 2  康熙云南通志，卷二十七·土司·猛卯安抚司："明时有猛密头目思化败缅于送速缅逐之入居蛮莫朝廷嘉之授蛮莫宣抚思化死子正嗣缅潜师深入挟取正首而去后又立正之弟衎忠数被缅侵势不能支因安插于猛卯而蛮莫遂为缅有此万历三十二年事也本朝平滇衎忠之后衎瑄投诚题授安抚世职"
27. 1 2  康熙永昌府志，卷二十四·土司·猛卯安抚司，第220页："明时，有猛密头目思化败缅于送速，缅逐之，入居蛮莫。朝廷嘉之，授蛮莫宣抚。思化死，子正嗣。缅潜师深入，挟取正首而去。后又立正之弟衎忠，数被缅侵，势不能支。因安插于猛卯，而蛮莫遂为缅有，时万历三十二年也。本朝平滇，衎忠之后衎瑄投诚，授安抚司世职。"
28. ↑  《大清会典事例》，转引自道光云南通志稿，卷一三六·秩官志·土司·腾越厅猛卯安抚司："〔大清会典事例〕云南猛卯安抚使司安抚使一人后改为宣抚使司副使"
29. ↑  乾隆云南通志，卷二十七·土司·猛卯安抚司："明万历初有猛密头目思化败缅于送速缅逐之入居蛮莫朝廷嘉之授蛮莫宣抚司思化死子正嗣缅潜师深入挟取正首而去后又立正之弟忠改姓衎守授安抚司职数被缅侵势不能支因安插于猛卯卒为缅所掳杀舍目珑袭珑传瑾瑾传珍珍传瑄本朝平滇瑄投诚授猛卯安抚司世职瑄死子珌袭珌死今子志袭"
30. 1 2 3  乾隆永昌府志，卷二十·土司·猛卯安抚司，第218页："明万历初，有猛密头目思化败缅于送速，缅逐之，入居蛮莫。朝廷嘉之，授蛮莫宣抚司，思化传正嗣。缅潜师入，挟取正首而去。后又立正之弟忠，改姓衎，受安抚司职。数被缅侵，势不能支。因安插于猛卯，卒为缅所掳杀，舍目珑袭。珑传瑾，瑾传珍，珍传瑄。本朝平滇，瑄投诚，授猛卯安抚司世职。瑄传珌，珌传志，志传玥，玥传礿，礿无嗣，传胞弟衎衿，现袭。"
31. ↑  道光云南通志稿，卷一三六·秩官志·土司·腾越厅猛卯安抚司："〔旧云南通志〕……（引用《乾隆云南通志》）"
32. 1 2  光绪永昌府志，卷三十七·秩官志·土司·猛卯安抚司："明万历初有猛密头目思化败缅于送速缅逐之入居蛮莫朝廷嘉之授蛮莫宣抚司思化传正嗣缅潜师深入挟取正首而去后又立正之弟忠改姓衎受安抚司职数被缅侵势不能支因安插于猛卯卒为缅所掳杀舍目珑袭珑传瑾瑾传珍珍传瑄本朝平滇瑄投诚授猛卯安抚司世职瑄传珌珌传志志传玥玥传礿礿无嗣传胞弟衎衿衎衿传子衎连现袭职"
33. ↑  光绪云南通志，卷一四六·秩官志·土司·腾越厅猛卯安抚司："〔旧云南通志〕……（引用《乾隆云南通志》）"
34. ↑  滇系，卷九之二·土司·猛卯安抚司："猛密头目思化败缅于送速缅逐之入居蛮莫朝廷以为蛮莫宣抚司思化死子思正嗣入据陇川已而回蛮莫缅人潜师袭取思正首而去乃立弟思忠后其地为思线所占据忠乃退处干崖之蛮洒会巡抚周嘉谟平多安民之乱乃筹平麓城屯田事宜请以忠安插猛卯开屯改姓衎名衎忠复论擒多安民功授安抚司世职其后为缅所掳被杀以舍目衎珑承袭时永明王尚在滇"
35. ↑  光绪腾越厅志，卷八·土司·猛卯安抚司，第153页："猛密头目思化败缅于送速缅逐之入居蛮莫朝廷以为蛮莫宣抚司思化死子思正嗣入据陇川已而回蛮莫缅人潜师袭之取思正首而去乃立其弟思忠后其地为思线所占据忠乃退居干崖之蛮洒会巡抚周嘉谟平多安民之乱乃筹屯田事宜请以忠安插猛卯开屯改姓衎忠复论擒多安民功授安抚司世职其后为缅所掳被杀时永明王尚在滇"
36. ↑  新纂云南通志，卷一七七·土司考·世官·腾越厅猛卯安抚司，第7册第738页："于是孟密头目思化败缅与送速，缅逐之，入居蛮莫，朝廷以为蛮莫宣抚司使。思化卒，子思正袭，入据陇川，已而回蛮莫。缅人潜师袭，取思正首而去，乃立其弟思忠。后其地为缅人占据，退处干崖之蛮洒寨。会巡抚周嘉谟平多安民之乱，筹于平麓城屯田，请以思忠安置猛卯开屯，改姓衎，名衎忠。复论擒安民功，授安抚司安抚使，岁给银五百两。"
37. ↑  《清圣祖实录》·卷二〇一，转引自《清实录》有关云南史料汇编 1984，第3册第578页："康熙三十八年六月丙辰。以故云南猛卯安抚使衎瑄子衎珌袭职。"
38. ↑  《清世宗实录》·卷四八，转引自《清实录》有关云南史料汇编 1984，第3册第581页："雍正四年九月辛丑。云南巡抚管云贵总督事鄂尔泰题：“猛卯安抚司衎珌故，请以子衎志承袭。”下部知之。"
39. ↑  乾隆腾越州志，卷十·土司·猛卯土司，第235页："当衎玥袭职，时值缅甸乱，其酋哒喇为得楞子所杀，子色亢瑞冻出奔。"
40. ↑  黄祖文（1982年），第96页
41. ↑  啸亭杂录 2012，卷五·缅甸归诚本末，第83-84页："遣人四出求缅酋子，色亢瑞冻避入木邦，瓮藉牙追之。二十年六月，耿马、孟定等土司以木邦警闻。十月辛亥，色亢瑞冻挈妻喇打那叠玉及亲属头目男妇等八十余人、缅僧二人，渡江入猛卯，总督爱必达、巡抚郭一裕会檄猛卯土司衎玥，遣之使去，越二月始出境。瓮藉牙犹遣人在木邦城征象只，索童女，木邦土司罕蟒底乃置色亢瑞冻于滚弄江内。二十一年二月，复迁至蛮弄寨，建草楼数楹，夷众挈盒馈饔飧焉。"
42. ↑  杨煜达（2004年），第48页
43. ↑  余定邦（2000年），第127页
44. ↑  啸亭杂录 2012，卷五·缅甸归诚本末，第90-91页："十二月己亥，缅目莽聂渺遮复至参将哈国兴营外，愿吃咒水乞罢兵。……是日，缅目莽聂渺遮在陇川河于都司张璋营外乞和。癸亥，求见哈国兴。贼目至陇川河西，哈国兴出营，在陇川河东，各遣通事一人，于河中土墩传说。逾一二时，贼献哆啰呢四疋，腌鱼三担，哈国兴犒以绸缎银两，贼定时日撤兵回巢。"
45. ↑  啸亭杂录 2012，卷五·缅甸归诚本末，第92页："提督李时升檄饬总兵朱仑侦探贼信，贼已以其资重运送铁壁关，赴新街下船，朱仑不识兵机，复遣精骑追之。贼以为败盟也，于除夕日由邦中山复犯猛卯。"
46. ↑  啸亭杂录 2012，卷五·缅甸归诚本末，第92页："三十二年正月丁卯，贼既据猛卯城，时提督李时升驻杉木笼山，总兵朱仑、副将孙尔桂移兵弄贯，戊辰，李时升遣副将哈国兴，游击刘国梁，都司田万𫓹、周印，守备温廷秀、魏嵘、程辙等领兵一千二百名，副将孙尔桂、游击毛大经等领兵一千名、土练三百名俱赴猛卯。"
47. ↑  啸亭杂录 2012，卷五·缅甸归诚本末，第92页："贼众已赴底麻渡扎筏，城虚无人，哈国兴、孙尔桂遂率兵练二千人入猛卯城居之。"
48. ↑  啸亭杂录 2012，卷五·缅甸归诚本末，第92页："贼众将济，闻我兵至，决以为败盟，悉反攻城下。"
49. ↑  啸亭杂录 2012，卷五·缅甸归诚本末，第92页："贼遂连营城下，围困我官兵者七日，哈国兴遣兵丁觅间道至李时升陇川军营请援。"
50. ↑  啸亭杂录 2012，卷五·缅甸归诚本末，第92页："李时升先已调刘德成领兵一千四百名将至陇川，令乌尔登额领兵二千名由宛顶渡速养江，以击贼后，时贼兵盘踞，分布要隘，乃遣素克全泰领兵八百名由虎踞一带小路前进，陈廷蛟领兵二千余名由邦中山前进。"
51. ↑  啸亭杂录 2012，卷五·缅甸归诚本末，第92页："丙子巳刻，我兵至猛卯山脚遇贼，战胜之。至城下，土练三百名先缒城出，乘势掩袭，贼兵溃散。"
52. ↑  啸亭杂录 2012，卷五·缅甸归诚本末，第92页："丁丑，城始开，官兵会合追剿，贼兵迎敌。次日追至底麻江边，悉力拒敌，游击毛大经、都司徐斌、守备高干陷于泥泞，被贼镖枪阵亡，贼遂浮江而遁入木邦。"
53. ↑  瑞丽市志（1996年），第21页
54. 1 2  瑞丽市志（1996年），第707页
55. ↑  新纂云南通志，卷一七七·土司考·世官·腾越厅猛卯安抚司，第7册第738页："嘉庆十九年，衿子连袭。连死，子如凤袭。如凤死，子定邦，咸丰间以军功授四品衔，光绪四年袭。"
56. ↑  续云南通志稿，卷九十八·秩官志·土司·腾越厅猛卯安抚司："定邦光绪二十年死子国藩袭"
57. 1 2 3 4 5 6  B. Metford（1939年），第83页
58. ↑  刘学尧（1986年），第28页
59. ↑  管有成（1988b年），第36页
60. 1 2  管有成（1988a年），第21页
61. ↑  德宏州文史资料选辑 第四辑（1985年），第30页
62. ↑  瑞丽市志（1996年），第26页
63. 1 2  瑞丽市志（1996年），第754页
64. 1 2  瑞丽市志（1996年），第714页
65. ↑  德宏州志·政治卷（2011年），第14页
66. ↑  瑞丽市志（1996年），第80页
67. ↑  猛卯地志（1985年），第121页
68. ↑  德宏州志·政治卷（2011年），第15页
69. ↑  德宏州文史资料选辑 第六辑（1987年），第134-137页
70. ↑  马向东（1996年），第97页
71. ↑  瑞丽市志（1996年），第27页
72. ↑  德宏州文史资料选辑 第四辑（1985年），第36-37页
73. ↑  德宏州文史资料选辑 第四辑（1985年），第53页
74. ↑  德宏州文史资料选辑 第四辑（1985年），第56-57页
75. ↑  瑞丽市志（1996年），第256页
76. ↑  王春桥（2015年），第103-104页
77. 1 2  王春桥（2015年），第104页
78. ↑  王春桥（2015年），第106页
79. ↑  王春桥（2015年），第107-108页
80. ↑  杨常锁（1997年），第46页
81. ↑  德宏州文史资料选辑 第五辑（1986年），第143-144页
82. ↑  德宏州文史资料选辑 第五辑（1986年），第146-148页
83. ↑  德宏州文史资料选辑 第五辑（1986年），第153页
84. ↑  德宏州文史资料选辑 第五辑（1986年），第155页
85. ↑  瑞丽市志（1996年），第32页
86. ↑  德宏州文史资料选辑 第五辑（1986年），第156页
87. ↑  德宏州文史资料选辑 第五辑（1986年），第158页
88. ↑  瑞丽市志（1996年），第32,186页
89. ↑  瑞丽市志（1996年），第33页
90. ↑  瑞丽市志（1996年），第33,186页
91. ↑  瑞丽市志（1996年），第34页
92. 1 2 3  瑞丽市志（1996年），第755页
93. 1 2  瑞丽市志（1996年），第35页
94. ↑  刘季纯（1999年），第134页
95. ↑  杨常锁（1997年），第21页
96. ↑  刘季纯（1999年），第135页
97. ↑  乾隆腾越州志，卷十·土司·猛卯土司，第235页："其地东至遮放，抵南弄六十里；南至木邦界，抵江边十里；西至猛密界暮习天马关八十里；北至陇川界邦中山顶四十里。"
98. ↑  尤中（1987年），第297-300页
99. ↑  姚勇（2014年），第93-94页
100. ↑  猛卯地志（1985年），第126页
101. 1 2  马绍忠（2016年），第154页
102. ↑  瑞丽市志（1996年），第671页
103. 1 2 3 4 5 6  瑞丽市志（1996年），第708页
104. ↑  杨常锁（1997年），第27页
105. ↑  刘学尧（1986年），第33页
106. ↑  杨常锁（1997年），第28页
107. ↑  马绍忠（2016年），第156页
108. 1 2  德宏傣族社会历史调查（二）（2009年），第114页
109. 1 2 3  杨常锁（1997年），第30页
110. 1 2  瑞丽市志（1996年），第709页
111. 1 2  马绍忠（2016年），第157页
112. 1 2 3  杨常锁（1997年），第29页
113. 1 2 3  瑞丽市志（1996年），第710页
114. ↑  瑞丽市志（1996年），第83页
115. ↑  管有成（1988b年），第34页
116. ↑  瑞丽市志（1996年），第719页
117. 1 2 3 4  马绍忠（2016年），第158页
118. 1 2  杨常锁（1997年），第31页
119. 1 2 3 4 5 6  瑞丽市志（1996年），第711页
120. 1 2  德宏傣族社会历史调查（二）（2009年），第115页
121. 1 2 3  杨常锁（1997年），第32页
122. ↑  马绍忠（2016年），第161页
123. ↑  瑞丽市志（1996年），第712页
124. 1 2  瑞丽市志（1996年），第523页
125. ↑  陈思洁（2017年），第205页
126. ↑  马绍忠（2016年），第155页
127. ↑  马绍忠（2016年），第159页
128. ↑  马绍忠（2016年），第169页
129. ↑  管有成（1988b年），第30页
130. ↑  B. Metford（1939年），第88页
131. ↑  瑞丽市志（1996年），第713页
132. ↑  管有成（1988b年），第35页
133. 1 2  杨常锁（1997年），第36页
134. 1 2  瑞丽市志（1996年），第761页
135. ↑  光绪腾越厅志，卷八·土司·猛卯安抚司，第153页："顺治末年瑄以投诚功仍授世职传珌志玥礿凡四世皆世及礿无子传弟衿"
136. ↑  续云南通志稿，卷九十八·秩官志·土司·腾越厅猛卯安抚司："瑄死子珌袭珌死子志袭志死子玥袭玥死子礿袭"
137. ↑  新纂云南通志，卷一七七·土司考·世官·腾越厅猛卯安抚司，第7册第738页："珌传子志，志传子玥，玥传子初，初无子，以弟衿袭。"
138. ↑  德宏州文史资料选辑 第四辑（1985年），第22页